# دير محيسن
دير محيسن كانت قرية عربية فلسطينية في قضاء الرملة تقع على بعد 12 كم جنوب شرق الرملة وعلى بعد 4 كم إلى الغرب من اللطرون. وقد أخليت من سكانها ومن خلال 1947-1948 الحرب الأهلية في فلسطين الانتدابية في 6 أبريل 1948 خلال عملية نحشون. في عام 1945 كان عدد سكان القرية 460 نسمة.

## القرية تاريخياً وجغرافياً
قرية عربية تقع إلى الجنوب الشرقي للرملة. وهي على الجانب الشمالي لطريق غزة – جولس – القدس المار بوادي الصرار. وتبعد إلى الغرب من اللطرون مسافة 5 كم تقريباً، وتربطها دروب بقرى بيت جيز وخلدة وصيدون والخلايل (دير ذاكر)،
 ويصلها بالرملة درب ممهد.
نشأت دير المحيسن فوق رقعة متموجة من السفوح الغربية لجبال القدس المشرفة على السهل الساحلي الأوسط ترتفع 150م عن سطح البحر. وتقع بجوار المنابع العليا لوادي الصرار. ومعظم بيوتها مبني من الحجر، وقد اتخذ مخططها شكل نجمة توسعت فيه القرى على محاور بمحاذاة الدروب الخارجية، وامتدت مبانيها جنوباً واتصلت بطريق غزة – القدس الرئيسة المعبدة، وأصبحت مساحتها في أواخر عهد الانتداب 12 دونماً. واشتملت على بعض الدكاكين وعلى مسجد وبئر مياه للشرب، ولم تؤسس فيها مدرسة. وهي تضم بعض الآثار التي تحتوي على أسس وصهاريج إضافة إلى الآثار الموجودة جنوبي القرية في خربة أم سرية (سريسة) التي تحتوي على جدران متهدمة وصهاريج منقورة في الصخر ومغاور معقودة .
بلغت مساحة أراضي دير محيسن 10,008 دونمات منها 255 دونماً للطرق والأودية وجميعها ملك لأهلها العرب. وتزرع أراضيها بمختلف أنواع المحاصيل الزراعية من حبوب في المنخفضات والسهول إلى أشجار مثمرة على المنحدرات. وتتركز زراعة الأشجار المثمرة كالزيتون والعنب والتين واللوز في الجهتين الشمالية الغربية والجنوبية الشرقية من القرية. وتعتمد الزراعة على الأمطار الكافية لنمو المحاصيل الزراعية والشجيرات والأعشاب الطبيعية التي تصلح لرعي المواشي.
كان في دير محيسن عام 1931 نحو 113 نسمة يقيمون في 28 بيتاً. وقدر عدد السكان في عام 1945 بنحو 460 نسمة. وفي عام 1948 احتل اليهود قرية دير محيسن وطردوا سكانها منها وقاموا بتدميرها وتأسيس مستعمرة “بقوعا” على أراضيها.
ا